# Xi1 Ceti
Xi1 Ceti (ξ1 Cet / ξ1 Ceti) è un sistema stellare di magnitudine +4,37 situato nella costellazione della Balena. Dista 362 anni luce dal sistema solare.

## Osservazione
Si tratta di una stella situata nell'emisfero celeste boreale, ma molto in prossimità dell'equatore celeste; ciò comporta che possa essere osservata da tutte le regioni abitate della Terra senza alcuna difficoltà e che sia invisibile soltanto nelle aree più interne del continente antartico. Nell'emisfero nord invece appare circumpolare solo molto oltre il circolo polare artico. La sua magnitudine pari a 4,4 fa sì che possa essere scorta solo con un cielo sufficientemente libero dagli effetti dell'inquinamento luminoso.
Il periodo migliore per la sua osservazione nel cielo serale ricade nei mesi compresi fra settembre e febbraio; da entrambi gli emisferi il periodo di visibilità rimane indicativamente lo stesso, grazie alla posizione della stella non lontana dall'equatore celeste.

## Caratteristiche fisiche
La stella è una binaria spettroscopica, composta da una primaria classificata come supergigante gialla di classe spettrale G8Iab 190 volte più luminosa del Sole e con massa del triplo. La compagna è di classe incerta ma presumibilmente è di tipo A2V, sarebbe cioè una stella bianca di sequenza principale circa 30 volte più luminosa del Sole e con una massa equivalente al doppio di quella solare.. La distanza tra le due componenti è di circa 4,8 UA ed il periodo orbitale di 4,5 anni. X1Ceti A esibisce le caratteristiche di una binaria a eclisse, anche se alcune occultazioni lunari non hanno confermato la presenza di una sospetta terza componente, forse una nana bianca.